# Józef Kretkowski

Herb Dołęga

Józef Kretkowski herbu Dołęga (zm. 1729) – kasztelan kowalski. 
Syn Kazimierza (zm. 1689), prawnuk Andrzeja, wojewody brzesko-kujawskiego. Poślubił Mariannę Dąmbską, córkę Andrzeja, wojewody brzeskokujawskiego. Miał syna Antoniego, kandydata do kasztelani brzeskiej.
Właściciel Więcławic, Świętkowic i Zakrzewiec.
Od 1727 pierwszy chorąży kowalski. W latach 1727–1729 pełnił urząd kasztelana kowalskiego.